# Банда братьев Челышевых
Банда братьев Челышевых — преступная группировка, существовавшая в 1993—2005 годах и занимавшаяся исполнением заказных убийств в различных городах России.

## Создание банды
Основателями банды были жители Липецка братья Сергей и Андрей Челышевы.
Андрей Челышев родился в 1969 году в городе Кувасай Узбекской ССР. Этот город находился в Ферганской долине, из-за чего Челышев впоследствии получил кличку «Ферганец». Он прошёл армейскую службу в отряде подводников морской пехоты, впоследствии поступил учиться в алма-атинское общевойсковое училище, но позже был отчислен за драку. За время обучения Челышев в совершенстве освоил стрельбу из разных видов оружия. В начале 1990-х годов он переехал жить в Тамбовскую область вместе со своей матерью Антониной и братом Сергеем.
Сергей Челышев в своё время проходил военную службу в десантных войсках. Его военная часть дислоцировалась под Санкт-Петербургом. Отслужив в армии и вернувшись домой, оба брата Челышевы долго не могли найти себе работу. Позже они познакомились с двумя криминальными авторитетами — Сергеем Яковлевым (Фандора) и Сергеем Поповым (Серый, Поп), входившими в Тамбовскую ОПГ, контролирующую часть Санкт-Петербурга (по словам Андрея, он и Сергей познакомились с Яковлевым и Поповым в кафе в Санкт-Петербурге — оба авторитета, услышав, что братья говорили о своей безденежной жизни, подсели к ним за столик и предложили работу — припугнуть одного бизнесмена). Кроме этого, Яковлев был депутатом одного из райсоветов Тамбовской области. К тому же у него были хорошие связи с рядом воров в законе и с некоторыми региональными милицейскими начальниками. Попов и Яковлев предложили Челышевым выполнять убийства по заказу нескольких крупных криминальных авторитетов и предпринимателей.
Челышевы создали банду киллеров, в которую, кроме них, вошли Сергей Попов и Сергей Яковлев; трижды судимые криминальные авторитеты Олег Дрожжин и Алексей Терещенко (Терех), обладавшие обширными связями в криминальном мире Санкт-Петербурга, Тамбовской и Липецкой областей; уроженец Киргизии Николай Смирнов; бывший профессиональный диверсант Александр Василисин по кличке Малыш; Анатолий Волков по кличке Хан, отлично владеющий оружием; его родной брат Юрий Волков, бывший начальник физической подготовки Западной группы войск, служивший в Германии; Сергей Рысляев (Буксир) и другие люди, в том числе бывшие сослуживцы Челышевых. Среди бандитов были и бывшие спецназовцы.
Александр Василисин во времена СССР был награждён орденом Красного Знамени. Некоторое время Василисин работал в одном из баров в Санкт-Петербурге, где познакомился со многими представителями местного криминального мира. Так, он дружил с Александром Малышевым (впоследствии во время обыска у Василисина изъяли большое количество фотографий, на которых он был снят вместе с этим лидером ОПГ). Став бандитом, Василисин распускал слухи о том, что он служил в спецназе ГРУ, что не соответствовало действительности. Он в совершенстве владел стрельбой, ножевым и рукопашным боем. Кроме этого, он проводил своеобразные курсы повышения квалификации для других участников банды.
Банда Челышевых представляла собой самостоятельную, неподконтрольную каким-либо криминальным авторитетам преступную группировку, в котором были чётко распределены роли руководителей, поставщиков оружия и автомобилей, диспетчеров и непосредственных исполнителей убийств. Заказы на убийства банде поступали достаточно часто, в том числе от воров в законе и наркоторговцев. Банда действовала в разных регионах России и на Украине. Бандиты отличались высоким уровнем профессионализма.
Исполнителей для разовых акций вербовались группировкой в различных регионах России. После договоренности те приглашались в штаб банды в Тамбовской области и жили там до тех пор, пока не был разработан план преступления . Бандиты пристреливали оружие, вели слежку за жертвой, разрабатывался план убийства. Всего за всё время деятельности в межрегиональную банду входило около 80 человек. По мнению следователей и оперативных работников, расследовавших преступления банды братьев Челышевых, их мать Антонина была идеологом и вдохновителем этой группировки. Кроме этого, она хранила дома арсенал банды, а также знакомила Андрея с потенциальными заказчиками убийств.

## Преступная деятельность
Преступная деятельность банды началась в 1993 году. Один из первых заказов на убийство Андрей Челышев получил от своего знакомого, жителя города Усмань Липецкой области Николая Якимова в 1995 году. Якимов был должен 15 тысяч долларов своей сожительнице Валентине Молчановой, но решил не платить и предложил Челышеву убить Молчанову, пообещав заплатить за это 4 тысячи долларов. Убийство было совершено тогда, когда Якимов уговорил Молчанову поехать с ним в Воронеж якобы по делам. По дороге к ним в автомобиль подсел Олег Дрожжин, который накинул на шею женщине удавку и задушил её. Преступники закопали тело в ближайшем лесу, где бандит Зенкевич заранее вырыл яму.
В апреле 1997 года в Тамбове бандиты совершили убийство московского нефтяного бизнесмена Владимира Рогового. Заказчиком этого убийства был другой коммерсант, который через знакомых криминальных авторитетов заказал убийство конкурента. Бандиты следили за Роговым несколько дней, а позже киллер Алексей Терещенко устроили засаду у подъезда дома Рогового и расстрелял бизнесмена из пистолета.
В Москве и Санкт-Петербурге действовали два «диспетчера» банды, передававших киллерам от нанимателей заказы на убийства — Юрий Волков и его родственник из Санкт-Петербурга. Они практически полностью контролировали этот бизнес в двух городах. С киллерами Волков всегда встречался в небольшом московском кафе, где передавал необходимую информацию и деньги. Участников банды подозревали также в причастности к совершённому 1 марта 1995 года в Москве убийству тележурналиста Владислава Листьева и в других убийствах, в том числе вора в законе Отари Квантришвили (впоследствии было установлено, что это убийство совершил киллер Медведковской ОПГ Алексей Шерстобитов), алюминиевых «королей» Вадима Яфясова, Олега Кантора и Феликса Львова.
Одним из самых известных преступлений банды было убийство в августе 1997 года криминального авторитета Владимира Рогачева, контролировавшего большинство коммерческих структур в Мичуринске. Рогачев везде появлялся в сопровождении двух машин с охранниками. Бандиты вырыли окопы вдоль дороги на трассе Москва — Астрахань в Мичуринском районе Тамбовской области, по которой обычно ездил Рогачев, и устроили там засаду, вооружившись автоматами Калашникова с оптическими прицелами и гранатами. Когда Рогачев проезжал мимо, киллеры открыли прицельный огонь из двух автоматов. Рогачев был убит первыми выстрелами, его телохранители не пострадали. За это убийство каждый исполнитель получил по 10 тысяч долларов.
Челышевы часто бывали в Санкт-Петербурге, где, предположительно, также совершали заказные убийства. Участников банды подозревали в причастности к нескольким резонансным убийствам — вице-губернатора Санкт-Петербурга Михаила Маневича, совершённое 18 августа 1997 года, и криминального авторитета Максима Смирнягина, так как эти преступления по почерку напоминали убийство Рогачева.

### Убийство Михаила Маневича
Вице-губернатор Санкт-Петербурга Михаил Маневич был убит в Санкт-Петербурге 18 августа 1997 года, когда ехал на автомобиле вместе со своей женой. Снайпер стрелял из слухового окна чердака дома на противоположной стороне проспекта. Михаил Маневич был ранен пятью пулями в шею и грудь, и скончался по дороге в больницу, его жена получила лёгкое касательное ранение. Убийца скрылся, оставив автомат Калашникова югославского производства с оптическим прицелом, пробежал по крыше, спустился вниз уже в здании на Литейном проспекте, прошел через несколько дворов и сел в ожидавший его автомобиль. Позже экспертами было установлено, что преступник передвигался в галошах, а руки у него были смазаны кремом (его следы остались на затворе автомата), благодаря чему киллер не оставил на автомате отпечатков пальцев и лучше чувствовал курок.
По показаниям свидетелей удалось установить, что в этом преступлении принимали участие от пяти до десяти человек —киллера, двоих наблюдателей с рацией, передававших информацию оперемещениях Маневича и тех, кто следил за вице-губернатором. Было установлено, что преступники не только следили за Маневичем, фиксировали, в какое время он уезжает на работу и возвращается с неё, но и тщательно готовили позицию для стрельбы и пути отхода. Бандиты срезали запоры на чердаках и повесили свои, выбрали подходящее для стрельбы слуховое окно, отогнули закрывающие его металлические листы и прибили их углы гвоздями, сделав таким образом «амбразуру» для стрельбы. Чтобы снайперу не пришлось вести огонь на весу, бандиты приставили к слуховому окну бочку, а сверху положили несколько металлических ящиков. Также на чердак заранее принесли завернутые автомат Калашникова, оптический прицел и рацию.
Одним из преступников, следивших за Маневичем, предположительно был инспектор отдела охраны и режима Северо-Западной базовой таможни Игорь Бондаренко. Оперативники выяснили, что с 12 по 26 августа он не появлялся на работе. Где он находился в это время и что делал, Бондаренко пояснить не смог. Он был арестован по подозрению в причастности к покушению на Маневича. На допросах Бондаренко свою вину категорически отрицал. В итоге Бондаренко был осуждён лишь за подделку документов, так как у него оказалась фальшивая трудовая книжка.
По показаниям свидетелей, летом 1997 года Сергей Челышев с другими участниками банды находился в Санкт-Петербурге и готовился к какому-то крупному делу, так как искал оружие с оптическим прицелом. Позже у него видели оптический прицел. При обыске одной из квартир, где бывали киллеры, оперативники обнаружили кусок медной трубы, абсолютно идентичный тому, который преступники поставили в качестве запора на дверь чердака, откуда велся огонь по Маневичу. Кроме того, на месте преступления удалось найти волосы — экспертизу на ДНК тогда ещё не проводили, но другие исследования с вероятностью до 99 % показали, что волосы идентичны образцам, взятым у участника банды Николая Смирнова. По мнению следователей, Смирнов помогал снайперу готовить «амбразуру». При обыске дома Андрея Челышева в Тамбовской области милиционеры изъяли флакон с оружейным маслом. Согласно заключению экспертов, именно им мог быть смазан автомат, из которого стреляли в Маневича. Киллер был одет в галоши, а Сергей Челышев часто ходил в такой обуви, так как страдал заболеванием почек. Андрей Челышев тоже часто носил галоши — эта привычка сохранилась у него со времен проживания в Средней Азии. Василисин во время своих инструктажей других участников банды рекомендовал сообщникам надевать галоши, если предстоит передвигаться по скользкой поверхности.
Следствием было установлено, что патроны, которые использовались для убийства Маневича, в 1989—1990 годах были украдены из Военного института физической культуры (ВИФК). Как раз в это время там проходил обучение Юрий Волков, будущий военнослужащий ЗГВ. Милиционеры, расследовавшие убийство вице-губернатора, считали непосредственными исполнителями одного из братьев Челышевых или Сергей Василисин (последний на допросах проявлял редкую осведомленность об обстоятельствах убийства Маневича, при этом уверяя, что информацию он получил от одного из «бригадиров» группировки Александра Малышева). По словам специалистов из Департамента по борьбе с терроризмом (ДБТ) ФСБ РФ, непосредственным убийцей Маневича был Анатолий Волков.

## Аресты
После убийства Рогачева на след группировки вышли правоохранительные органы. Узнав об этом, Андрей Челышев решил устранить большинство сообщников, в том числе Терещенко, Василисина и Смирнова. Те перешли к конспиративному образу жизни.
В 1998 году Александр Василисин был задержан милицией за драку. В СИЗО Санкт-Петербурга он похвастался перед сокамерниками, что знает людей, совершивших множество убийств, в том числе резонансных. В том же году правоохранительными органами в условиях повышенной секретности была подготовлена операция по аресту Челышевых, Яковлева и Попова. Однако, когда группа захвата приехала в Тамбовскую область, бандиты успели скрыться. При обыске их домов были обнаружены буквально все документы о деятельности банды, которые из Москвы поступали в ГУВД Тамбовской области: ориентировки, спецсообщения и другое. Позже следователи установили, что Фандора и Челышевы поддерживали отношения с одним генералом милиции, который и снабжал их информацией. Он же предупредил преступников о готовящемся аресте. Заочно прокурор Тамбовской области предъявил Челышевым, Яковлеву и Попову обвинение в двух убийствах, совершенных в апреле и августе 1997 года. Зимой 1998 года Челышевы были объявлены в федеральный розыск.
Стало известно, что братья Челышевы скрываются где-то в Подмосковье. До того, как их местонахождение было установлено, бандиты, поняв, что их разыскивают, перебрались к своему родственнику в Луховицы. Оперативная группа выехала туда, но Челышевы опять успели скрыться. Челышевы, Попов и Яковлев перемещались по России, их розыск вёлся одновременно в Москве, в Санкт-Петербурге, в Ленинградской, Ростовской, Воронежской, Рязанской, Липецкой, Тамбовской, Волгоградской областях, в республиках Средней Азии и даже в Германии. Поимке преступников мешали утечки информации.
Покинув Россию, бандиты скрылись в одном из горных сел Ошской области Кыргызстана. Там они решили заняться наркобизнесом, и начали переговоры с одной из местных преступных группировок об обмене своей иномарки на первую партию наркотиков. Однако к этому времени оперативная группа уже почти настигла бандитов, и представители местной ОПГ изгнали четверых разыскиваемых бандитов со своей территории на границу с Узбекистаном. Бандиты скрылись в Ферганской долине, откуда в своё время семья Челышевых и перебралась в Тамбов. В этой долине были родственники бандитов, у которых можно было остановиться. В Ферганскую долину вылетела группа захвата московского РУБОП. В июле 1998 года бандиты скрылись в горах, куда могли добраться только альпинисты. В это время в долине с гор сошёл селевой поток, который сделал фактически невозможным дальнейшие перемещения преступников. Это помогло группе захвата, которой после долгих поисков удалось найти бандитов и задержать их без единого выстрела. После долгих переговоров с властями Узбекистана Челышевы, Попов и Яковлев под усиленной охраной были депортированы в Россию. Арестованных выводили из самолёта с масками на лицах, автомобили с конвоем подогнали прямо к трапу лайнера, а в аэропорту на всех зданиях расположились снайперы. Со временем в России были арестованы ещё шестеро участников банды, причём стало известно, что Юрий Волков незадолго до ареста должен был передать заказ на убийство командира одной из дивизий.

## Следствие и суд
Расследованием преступлений банды занималась Генпрокуратура. Когда во время допросов следователи начинали спрашивать у арестованных, что они делали в день убийства Михаила Маневича, все они давали чёткие, словно заученные показания, и почти ни одно из этих алиби не нашло подтверждения. На допросах бандиты сначала даже сознавались в убийствах Маневича, Листьева и Квантришвили, но, возможно, подобные заявления делались, чтобы запутать расследование. Доказать причастность бандитов к этим и ряду других громких преступлений, в которых они подозревались, не удалось. По словам Андрея Челышева, за 8 лет деятельности банды её жертвами в основном были бизнесмены и криминальные авторитеты. Также Ферганец заявил, что он знает, кто совершил убийства Листьева, Маневича и Отари Квантришвили, но этих людей, по словам главаря банды, уже не было в живых.
В 1999 году Сергей Челышев умер в тюрьме от заболевания почек.
Так как последним преступленим банды, раскрытым следователями, было убийство в Усмани в Липецкой области, то Верховный суд решил проводить слушание дела банды в Липецке. В Липецкий областной суд дело банды Челышевых поступило в августе 2001 года. Судебное разбирательство по делу велось в течение двух с половиной лет. Участникам банды были предъявлены обвинение в бандитизме и в убийствах, а также в незаконном приобретении и хранении оружия. Было доказано, что банда Челышевых совершила три убийства и шесть разбойных нападений в Москве, Санкт-Петербурге, в Архангельской, Ростовской, Липецкой и Тамбовской областях. Однако доказать, что заказчиками убийств бизнесменов из Тамбова были именно Сергей Попов и Сергей Яковлев не удалось.
30 декабря 2003 года Липецкий областной суд вынес приговор. Восемь подсудимых были признаны участниками банды, виновными в совершении убийств, разбое и незаконном владении оружием. Подсудимые заявили, что следствие по их делу шло со множеством нарушений и на них оказывалось давление со стороны правоохранительных органов. Всю вину за три доказанных убийства подсудимые пытались перевести на Сергея Челышева, однако это им не помогло. Андрей Челышев и Олег Дрожжин были приговорены к 20 годам лишения свободы в колонии строгого режима, Алексей Терещенко и Александр Василисин — к 15 годам, Сергей Попов, Сергей Якимов и Геннадий Екимов — к 14 годам, Сергей Зенкевич — к 8 годам лишения свободы. Владимир Морденко, который был приговорен к трем годам наказания за незаконное хранение оружия, ко времени вынесения приговора уже отбыл в СИЗО больше пяти лет, был освобождён из зала суда. В общей сложности бандиты получили 113 лет лишения свободы. Ещё двое подсудимых — Антонина Челышева и Михаил Потапов — были оправданы.
В апреле 2004 года Липецкая областная прокуратура подала в Верховный суд РФ апелляцию на приговор областного суда, протестуя против оправдания Потапова и Челышевой, так как их вина, по мнению обвинения, была доказана следствием. Андрей Челышев и Олег Дрожжин также подали апелляции в Верховный суд, протестуя против слишком больших, по их мнению, сроков заключения.